# Füssen (stacja kolejowa)
Füssen (niem.: Bahnhof Füssen) – stacja kolejowa w Füssen, w kraju związkowym Bawaria, w Niemczech. Według DB Station&Service ma kategorię 6. Jest obsługiwany codziennie przez około 20 pociągów Deutsche Bahn AG i obsługuje około 2700 podróżnych. Jest stacją końcową linii Biessenhofen – Füssen, zwanej także König-Ludwig-Bahn.

## Linie kolejowe
- Linia Biessenhofen – Füssen

## Połączenia
| Rodzaj pociągu | Trasa                                                                                              | Częstotliwość                            |
| -------------- | -------------------------------------------------------------------------------------------------- | ---------------------------------------- |
| RE             | München – Geltendorf – Kaufering – Buchloe – Kaufbeuren – Biessenhofen – Marktoberdorf – Füssen    | Co 2 godz.                               |
| RE             | Neuschwanstein-Express: München – Marktoberdorf – Füssen                                           | Jedna para pociągów w niedzielę          |
| RB             | Augsburg – Bobingen – Schwabmünchen – Buchloe – Kaufbeuren – Biessenhofen – Marktoberdorf – Füssen | Co 2 godz.                               |
| RB             | Buchloe – Kaufbeuren – Biessenhofen – Marktoberdorf – Füssen                                       | Jedna para pociągów w weekendy w wakacje |